# Getin Holding
Getin Holding S.A. (d. Centaur S.A., Getin Service Provider S.A.) – grupa finansowa od 10 maja 2001 notowana na Giełdzie Papierów Wartościowych, znajduje się w indeksie mWIG40 oraz WIG-banki. Grupa kapitałowa założona została przez Leszka Czarneckiego, który jest większościowym udziałowcem. Spółki należące do grupy funkcjonowały w obszarze bankowości, usług leasingowych oraz pośrednictwa finansowego w Polsce, Rumunii, Rosji, na Białorusi oraz Ukrainie. Obecnie spółka posiada aktywa wyłącznie na terenie Ukrainy.

## Historia
W 1996 przedsiębiorstwo zaczęło działalność jako Centaur SA. W kwietniu tego roku przekształciło się w Getin Service Provider S.A., a cztery lata później powstało „centrum e-biznesu”, które oferowało rozwiązania w dziedzinie nowoczesnych technologii informatycznych dla małych i średnich przedsiębiorstw w Polsce.
W 2001 prezesem spółki został Piotr Czarnecki. Wprowadzono również po raz pierwszy akcje spółki do obrotu giełdowego na Warszawskiej Giełdzie Papierów Wartościowych.
Rok 2003 to wydzielenia działalności internetowej do spółki Getin Direct Spółka z o.o., która w grudniu 2004 r. zostaje sprzedana. Od tej pory Getin Holding koncentruje się na prowadzeniu działalności inwestycyjnej w sektorze detalicznych usług finansowych.
2004 rok to również objęcie udziałów w spółce Carcade OOO z siedzibą w Królewcu, następnie nabycie pakietu większościowego Górnośląskiego Banku Gospodarczego S.A. w Katowicach. Bank otrzymał nazwę Getin Bank S.A. i rozpoczął rozwój ogólnopolskiej sieci sprzedaży. W sierpniu tego roku powstał DomBank S.A., oddział Getin Banku specjalizujący się w kredytach hipotecznych.
W 2005 Getin Holding kupił udziały w spółkach Carcade S.A. oraz udziały w przedsiębiorstwach prowadzących działalność w sektorze pośrednictwa finansowego: Powszechny Dom Kredytowy, Fiolet SA., a także Open Finance. W tym samym przejęty został Wschodni Bank Cukrownictwa, którego oddziały weszły w skład Getin Banku. Licencja bankowa nabyta wraz z jego przejęciem umożliwiła stworzenie instytucji działającej w segmencie private banking pod nazwą Noble Bank.
W 2006 r. uruchomiony został Noble Funds TFI SA, a także nabyte zostały udziały w grupie kapitałowej TU Europa. W 2007 r. Getin Holding zawarł umowę na zakup ukraińskiego Prikarpattya Bank SA (obecnie Idea Bank Ukraina) i białoruskiego Sombelbanku (obecnie Idea Bank Białoruś). W roku tym również doszło do pierwszej oferty publicznej akcji Noble Bank S.A. na warszawskiej Giełdzie Papierów Wartościowych.
W 2008 r. Getin Holding nabył większościowy pakiet udziałów w rumuńskiej spółce Akord-Plus. Następnie powstała również Panorama Finansów S.A. i doszło do zakupu większościowego pakietu akcji Domu Maklerskiego Polonia Net SA. Rok 2008 to także fuzja Fiolet S.A. z Powszechnym Domem Kredytowym we Wrocławiu, a Getin Holding staje się częścią indeksu WIG20 na Warszawskiej Giełdzie Papierów Wartościowych.
W roku 2010 doszło do połączenia Getin Banku S.A. i Noble Banku – powstaje Getin Noble Bank i zaczyna być notowany na GPW jako Getin Noble Bank.
W 2011 r. Getin Holding przejął Allianz Bank, który od czerwca 2011 funkcjonował pod nazwą Get Bank.
W czerwcu 2011 Grupa Getin Holding ogłosiła o zamiarze wydzielenia Getin Noble Banku ze struktur Grupy, przy pomocy przejętego wcześniej Allianz Banku. Operacja zakończyła się formalnie 1 czerwca 2012.
W grudniu 2011 Grupa Kapitałowa Getin Holding S.A. podpisała umowę sprzedaży Grupy TU Europa. Realizacja transakcji nastąpiła w maju 2012. Od 1 czerwca 2012 Grupa Kapitałowa Getin Holding S.A. posiada mniejszościowy udział w TU Europa.
W 2022 r. spółka posiadała udziały jedynie w dwóch spółkach na Ukrainie – Idea Bank Ukraina z siedzibą we Lwowie oraz New Finance Services z siedzibą w Kijowie – których transakcje sprzedaży nie doszły do skutku z powodu inwazji Rosji na Ukrainę.

## Spółki należące do grupy
| Kraj     | Nazwa                | Branża                                                            | od   | do   | Komentarz                                                                                       |               |
| -------- | -------------------- | ----------------------------------------------------------------- | ---- | ---- | ----------------------------------------------------------------------------------------------- | ------------- |
| Rosja    | Carcade Leasing      | usługi leasingowe                                                 | 2007 | 2020 | nastąpiło nabycie spółki przez Gazprombank Leasing JSC oraz Novfintekh LLC                      | [ 8 ]         |
| Polska   | GetBack              | windykacja                                                        | 2012 | 2016 | nabycie spółki przez Emest Investments sp. z o.o.                                               | [ 9 ]         |
| Polska   | Get Bank             | bankowość                                                         | 2011 | 2012 | wyłączenie z holdingu poprzez fuzję z Getin Noble Bank i zmianę nazwy na Getin Noble Bank       | [ 10 ]        |
| Polska   | Getin Bank           | bankowość                                                         | 2004 | 2010 | fuzja z Noble Bank, utworzenie Getin Noble Bank                                                 | [ 10 ]        |
| Polska   | Getin Noble Bank     | bankowość                                                         | 2010 | 2012 | fuzja z Get Bank                                                                                | [ 10 ]        |
| Polska   | Home Broker          | pośrednictwo na polskim rynku nieruchomości i doradztwo finansowe | 2010 | 2020 | upadłość                                                                                        | [ 11 ]        |
| Białoruś | Idea Bank            | bankowość                                                         | 2007 | 2021 | nabycie banku przez ZAO Minsk Transit Bank z siedzibą w Mińsku                                  | [ 12 ]        |
| Polska   | Idea Bank            | bankowość                                                         | 2010 | 2020 | przymusowa restrukturyzacja prowadzona przez Bankowy Fundusz Gwarancyjny                        | [ 13 ]        |
| Rosja    | Idea Bank            | bankowość                                                         | 2011 | 2015 | nabycie banku przez Forus Bank i trzy osoby fizyczne                                            | [ 14 ]        |
| Rumunia  | Idea Bank            | bankowość                                                         | 2013 | 2021 | nabycie banku przez Banca Transilvania                                                          | [ 15 ]        |
| Ukraina  | Idea Bank            | bankowość                                                         | 2007 | –    | od 2023 Getin Holding jest czasowo pozbawiony prawa wykonywania głosu z posiadanych akcji banku | [ 10 ] [ 16 ] |
| Polska   | Idea Getin Leasing   | usługi leasingowe                                                 | 1997 | 2020 | ustanowienie kuratora wskutek procesu przymusowej restrukturyzacji Idea Bank                    | [ 13 ]        |
| Polska   | Idea Money           | pośrednictwo finansowe, faktoring                                 | 2012 | 2020 | ustanowienie kuratora wskutek procesu przymusowej restrukturyzacji Idea Bank                    | [ 13 ]        |
| Polska   | M.W. Trade           | obsługa finansowa publicznej i prywatnej służby zdrowia           | 2004 | 2022 | nastąpiło nabycie spółki przez Beyondream Investments                                           | [ 17 ]        |
| Ukraina  | New Finance Services | windykacja                                                        | 2017 | –    | –                                                                                               | [ 10 ]        |
| Polska   | Noble Bank           | bankowość                                                         | 2005 | 2010 | fuzja z Getin Bank, utworzenie Getin Noble Bank                                                 | [ 10 ]        |
| Polska   | Noble Funds          | towarzystwo funduszy inwestycyjnych                               | 2006 | 2020 | nabycie spółki przez Idea Bank                                                                  | [ 18 ]        |
| Polska   | Open Finance         | pośrednictwo finansowe                                            | 2005 | 2022 | upadłość                                                                                        | [ 19 ]        |
| Polska   | Tax Care             | doradztwo księgowo-podatkowe                                      | 2006 | 2019 | upadłość                                                                                        | [ 20 ]        |
| Polska   | TU Europa            | ubezpieczenia                                                     | 2007 | 2011 | nabycie spółki przez Talanx i Meji Yasuda                                                       | [ 10 ]        |

## Wyróżnienia
- 2012 – Getin Holding, jako jedyna spółka z sektora finansowego, znalazł się w pierwszej dziesiątce rankingu Giełdowa Spółka Roku „Pulsu Biznesu” zajmując ósme miejsce w klasyfikacji generalnej (miejsce dziewiąte rok wcześniej).
- 2011 – Getin Noble Bank najlepszym bankiem w Europie Środkowo-Wschodniej pod względem zwrotu z kapitału według miesięcznika The Banker (Financial Times).

Gazeta Giełdy „Parkiet” w 17-tej edycji prestiżowego konkursu „Byki i Niedźwiedzie” nagrodziła Getin Holding S.A. tytułem „Spółka Roku”. Coroczne wyróżnienie przyznawane jest spółce, która wykazała się największą dynamiką rozwoju. Getin Holding został uhonorowany nagrodą „Mistrz Biznesu” w kategorii Finanse i Bankowość, przyznawaną przez miesięcznik „Businessman.pl” oraz Wydawnictwo Migut Media S.A. Nagroda została przyznana Getin Holding za propagowanie nowatorskich, a zarazem etycznych standardów i postaw w polskiej gospodarce.
- 2010 – Getin Holding zajął trzecie miejsce w organizowanym przez „Dziennik Gazeta Prawna” rankingu największych polskich instytucji finansowych. W zestawieniu uwzględniono przychody ze sprzedaży w 2009 roku.
- 2008 – Getin Bank i TU Europa zostały nagrodzone przez dziennik „Rzeczpospolita” jako najlepsze instytucje finansowe w Polsce. Getin Bank był 3. w kategorii „najlepszy bank”, a TU Europa 1. wśród „najlepszych towarzystw majątkowych”[21]. Getin Bank zajął pierwsze miejsce wśród banków detalicznych w rankingu Miesięcznika Finansowego BANK[22]. Getin Holding Noble Bank został zwycięzcą w kategorii „Sprawność działania”[22].
- Gazeta Bankowa przyznała Noble Bankowi tytuł lidera wśród małych i średnich banków[23]. Getin Bank zajął 3. lokatę wśród największych banków i otrzymał wyróżnienie dla „najlepiej działającej sieci bankowej 2008”[24].
- 2006 – Statuetka „Byka i Niedźwiedzia” dla „Najlepiej zarządzanej spółki w 2005 r.[25]